# ألعاب مكابيه 2001

شعار ألعاب مكابيه 1973.

ألعاب مكابيه 2001 هي النسخة السادسة عشر من ألعاب مكابيه ولقد عقدت في فترة من 16 يوليو - 23 يوليو في مدينة القدس في إسرائيل. شارك 3300 رياضي من 49 دولة مختلقة في 38 حدث مختلف. شاركت 4 دول لأول مره في تاريخ الألعاب وهي: أذربيجان والصين ومولدوفا وتايبيه الصينية.

## الدول التي شاركت
| - الأرجنتين - أستراليا (170) - النمسا - أذربيجان - بيلاروس - بلجيكا - البرازيل (115) - بلغاريا | - كندا (300) - تشيلي - الصين - كولومبيا - كوستاريكا - كرواتيا - الدنمارك - فنلندا | - فرنسا (138) - جورجيا - ألمانيا (54) - جبل طارق - اليونان - غواتيمالا - المجر - إسرائيل (1,300) | - إيطاليا - لاتفيا - ليتوانيا - المكسيك - مولدوفا - هولندا - نيوزيلندا - بنما | - باراغواي - بيرو - بولندا - روسيا - سلوفاكيا - إسبانيا - جنوب إفريقيا - السويد | - سويسرا - تايبيه الصينية - تركيا - أوكرانيا - المملكة المتحدة (160) - الولايات المتحدة (387) - الأوروغواي - فنزويلا - زيمبابوي |

## جدول الميداليات
| الترتيب | منتخب            | ذهبية | فضية | برونزية | المجموع |
| ------- | ---------------- | ----- | ---- | ------- | ------- |
| 1       | إسرائيل          | 223   | 192  | 159     | 574     |
| 2       | الولايات المتحدة | 34    | 54   | 61      | 149     |
| 3       | روسيا            | 22    | 15   | 18      | 55      |

## روابط خارجية
- ألعاب مكابيه 2001 النسخة السادسة عشر